# Афиней
Афине́й Навкрати́йский (Ἀθηναῖος Ναυκρατίτης, лат. Athenaeus) — древнегреческий писатель из египетской Навкратиды, который жил на рубеже II — III веков н. э. Известен огромной по объёму (15 книг) и в значительной степени сохранившейся литературной компиляцией «Пир мудрецов».
Детали биографии Афинея неизвестны. Согласно «Суде» жил он при Марке Аврелии, однако презрительные упоминания в «Пире мудрецов» об его преемнике Коммоде (ум. 192) свидетельствуют, что Афиней пережил их обоих. Афиней упоминает собственные сочинения, не дошедшие до нас: одно из них посвящено царям Сирии, другое — рыбке θρᾷττα.